# Björn Davidsson
Björn Davidsson, född 1987 i Stockholm, är en svensk skådespelare.
Han var modell på klädmärket Filippa K:s fashionshow för sommarkollektionen 2008.

## Filmografi
- 2004 – Hip Hip Hora! – Jens
- 2009 – Prinsessa – Max